# Tomky
Tomky jsou částí obce Borský Svätý Jur v Trnavském kraji v okrese Senica na Záhorí.
Obec se nachází mezi obcemi Závod, Borský Svätý Jur, Studienka a Lakšárska Nová Ves. Kolem těchto obcí bývalo v minulosti několik osad (Húšky, Trajlínky, Horné Valy, Dolné Valy a Šišuláky, z nichž byla tehdy ještě osada Tomky největší). Bývalí osadníci se živili chovem ovcí, prasat, pasením dobytka či obděláváním panské půdy. Obec je vzdálena od Bratislavy 60 km. Okolí tvoří převážně borovicové lesy. 
V obci je vybudována rekreační oblast s kempem, motelem a penzionem,  který se nachází v CHKO Záhorie, při vodním toku Horní a Dolní Studená voda . Tomky jsou také známé resocializačním střediskem pro drogově závislé, které funguje od roku 1996.
Na začátku obce směrem od Borského Svatého Jura se nachází Kaple Neposkvrněného početí Panny Marie (vybudována v devadesátých letech 19. století) a směrem na obec Závod se nachází Boží muka. Okrajem obce protéká Lakšárský potok.